# Nuuk FM
Nuuk FM é uma rádio musical da Gronelândia, e também a parada oficial da região autónoma.